# Якобсон, Леопольд Яковлевич
Якобсон Леопольд Яковлевич (1850—1911) — инженер-механик русского флота, генерал-лейтенант Корпуса инженеров-механиков.

## Биография
Леопольд Яковлевич Якобсон родился 2 июля 1850 года в Санкт-Петербурге. Сын мещанина. В 1871 году окончил Инженерное училище морского ведомства и произведён в кондукторы Корпуса инженер-механиков флота.
С 1872 года офицер — плавал по Балтийскому морю на пароходофрегате «Владимир», фрегатах «Пересвет», «Светлана», корвете «Богатырь». В 1876 году окончил Морскую академию.
С 1877 года в должностях заведующего трюмами, старшего судового механика плавал на кораблях Балтийского флота.
В 1880—1892 годах плавал старшим судовым механиком клипера «Пластун» и броненосного фрегата «Минин», на котором установил и испытывал водотрубные котлы Бельвиля — впервые установленные на корабле русского флота. По результатам испытаний было решено применять данные котлы на других кораблях, начиная с крейсера «Россия».
С 1887 года, одновременно с корабельной службой, преподавал в школах машинных унтер-офицеров и маслинных[уточнить] квартирмейстеров. В 1889 году произведён в старшие инженер-механики. В 1889—1890 годах участвовал в заграничном плавании на фрегате «Минин» под командованием капитана 1-го ранга Ф. П. Энгельма, а затем А. А. Бирилёва.
В 1892 году был наблюдающим за постройкой механизмов крейсера «Россия». В 1896 году в должности старшего судового механика этого крейсера совершил переход на Дальний Восток, службу на крейсере продолжал до 1899 года.
В 1898 году произведён в флагманские инженер-механики, в 1905 году переименован в полковники Корпуса инженеров—механиков. В 1900—1902 годах — флагманский инженер-механик штаба начальника эскадры Тихого океана. Участник китайской кампании 1900—1901 годов.
С 1903 по 1909 годы — главный инженер-механик Севастопольского порта. В 1905 году из флагманских инженер-механиков переименован в полковники, а в конце года произведён в генерал-майоры. В 1910 году уволен в отставку в чине генерал-лейтенанта.
Имел 5 детей.
Умер 11 мая 1911 года.

## Награды
Российской империи:
- орден Святого Владимира 4-й степени с бантом, за 20 кампаний (1861);
- Орден Святого Станислава 2-й степени (1897);
- орден Святой Анны 2-й степени (6 декабря 1901);
- серебряная медаль «В память царствования императора Александра III». (1896)[1]

Иностранные:
- орден Почётного легиона, офицер (1897, Франция)
- орден Красного Орла 4 класса (1897, Пруссия)
- орден Священного сокровища 4-й степени (1902, Япония)[1]